# Relation interpersonnelle
Les relations interpersonnelles, domaine relatif aux relations humaines, ont lieu lorsqu'au moins deux personnes sont en interaction. Il s'agit d'un sujet d'étude clé de la psychologie sociale pour la compréhension des rapports ayant lieu au sein de petits groupes de personnes ou plus largement à l'intérieur de groupes sociaux. 
Ce sujet étudie comment les comportements individuels sont influencés par ceux des autres personnes et s'y opposent ou s'y adaptent.
Il intéresse aussi la sociologie au niveau de la structuration des relations humaines.